# Carlos Alberto Rodrigues Gavião
Carlos Alberto Rodrigues Gavião (Itaqui, 2 februari 1980), ook wel kortweg Gavião genoemd, is een Braziliaans voetballer.